# Nuevo Balsas
Nuevo Balsas är en ort i Mexiko.   Den ligger i kommunen Cocula och delstaten Guerrero, i den södra delen av landet, 170 km söder om huvudstaden Mexico City. Nuevo Balsas ligger 487 meter över havet och antalet invånare är 1 711.
Terrängen runt Nuevo Balsas är kuperad åt sydost, men åt nordväst är den bergig. Nuevo Balsas ligger nere i en dal. Runt Nuevo Balsas är det ganska tätbefolkat, med 60 invånare per kvadratkilometer. Närmaste större samhälle är Mezcala, 19,9 km sydost om Nuevo Balsas. I omgivningarna runt Nuevo Balsas växer huvudsakligen savannskog.